# Simone Rossetti
Simone Rossetti (ur. 30 kwietnia 1971 w Mediolanie) – włoski muzyk, wokalista i kompozytor. Uznanie zdobył jako lider, wokalista, i flecista zespołu The Watch. Jest on wspierany przez swojego przyjaciela i producenta płyt The Watch, Simone’a Stucchi. Jego charakterystyczną cechą jest głos łudząco podobny do głosu Petera Gabriela.

## Dyskografia
Z zespołem The Watch:
- Twilight (1997) – jako The Night Watch
- Ghost (2001)
- Vacuum (2004)
- Primitive (2007)
- The Watch Live (2008)
- Planet Earth? (2010)